# 粟井村 (愛媛県)
粟井村（あわいむら）は、愛媛県風早郡のち温泉郡にあった村である。
1955年に北条町、浅海村、粟井村、立岩村、河野村の1町4村の合併で北条町となり、自治体としては廃止された。その後1958年に市制施行して「北条市」となり、さらに平成の合併で北条市は松山市へ編入され現在に至っている。現在の松山市の北部、海岸に面している。地域名としては、「粟井」は小学校ほか各種施設の名などとして今日も受け継がれている。

## 地理
現在の松山市の北部。旧北条市の一番南で、南は編入前の松山市堀江地区に接しているものの、旧市境には粟井坂と呼ばれる丘陵地が横たわっている。北は平地続きで河野村に接する。西は斎灘に面しており、海岸線はおおむね砂浜を形成している。
高縄半島の西部、粟井川の流域、大月山の西方。平地にはさほど恵まれず、背後には丘陵地が広がり小規模な河川に沿って水田が広がっている。
村名の由来
「粟井」は奈良時代から郷名として見られる名称で古い歴史を有する。和名抄には風早郡5郷の一つとされている。安波井と記すものもある。なお、中島（旧　温泉郡中島町）にも地名としての「粟井」があるが関係は定かではない。

## 社会

### 地域・集落
分布
集落は丘陵の麓に形成されたもの、粟井川沿いに中上流域に形成されたもの、海岸沿いに形成されたものに大別される。道路整備により海岸に近い集落の発展が著しい。
古くは小学校や郵便局などのある付近が村の中心地であった。
構成
合併・発足時の旧17村名をそのまま大字として継承した。
:小川（おがわ）、磯河内（いそこうち）、鴨之池（かものいけ）、和田（わだ）、河原（かわら）、安岡（やすおか）、常竹（つねたけ）、本谷（ほんだに）、西谷村（にしだに）、大西谷（おおにしだに）、客（きゃく）、麓（ふもと）、平林（ひらばやし）、小川谷（こがたに）、久保（くぼ）、鹿峯（かのみね、鹿峰とも）、苞木（すぼき）
河原は松山市への編入後、混同を避けるため「粟井」を冠して粟井河原と呼ばれる。
光洋台（こうようだい）は小川地区の背後の丘陵地に閉村後の昭和40年代末に新たに開発された団地であり、1975年（昭和50年）以降「光洋台」として一地区を形成している。高台に位置し、西方に広がる斎灘が光り輝いて見えることから名づけられたものとされる。旧北条市域に開発された団地としては最大規模。JRの光洋台駅も設置されている。
これを合わせて現在では18地区で構成されている。

### 行政
村長　
- 松田喜三郎（1938年 - 1941年）
- 門田晋

### 人口・世帯数
- 1904年（明治37年）　533戸、2981人
- 1921年（大正10年）　554戸、3423人

　参考　2020年（令和2年）　2658世帯、6770人

### 教育
- 粟井小学校

当村域には明治初期から前身となる学校がいくつかあったが、1890年（明治23年）の粟井尋常小学校の発足を起源としている。第二次世界大戦後の1947年（昭和22年）に村立小学校となる。北条市立の時期を経て、松山市立粟井小学校となり現在に至る。
前記の18地区を校区としている。
- 粟井中学校

学制改革に伴い1947年（昭和22年）に粟井尋常小学校の高等科が粟井中学校となる。1948年（昭和23年）に隣村の河野中学校と統合、組合立高縄中学校となり、北条市立となりさらに統合を経て北条南中学校となる。北条市の合併に伴い松山市立校となり現在に至る。
現在の北条南中学校の所在地は松山市河野別府12であり、旧当村域には中学校は現存していない。

## 歴史
村域を貫流する粟井川は水量が乏しく、川を挟んで争いが絶えなかったという。
明治以降
- 1889年12月15日 - 町村制施行により旧風早郡小川村、磯河内村、鴨之池村、和田村、河原村、安岡村、常竹村、本谷村、西谷村、大西谷村、客村、麓村、平林村、小川谷村、久保村、鹿峯村、苞木村の17箇村が合併し風早郡粟井村として発足。
- 1897年4月1日 - 風早郡が温泉郡に編入され温泉郡粟井村となる。
- 1955年3月31日 - 温泉郡北条町、浅海村、立岩村、河野村と合併して温泉郡北条町となり、自治体としては消滅。

```
粟井村の系譜
（町村制実施以前の村）　（明治期）　　　　　　（昭和の合併）　　　（平成の合併）
　　　　　　　　　　　　町村制施行時
　　　　　　　　　　　　　　　　　　あ　　　　　　　　　お
土手内　　━━━━━━北条村━━━━北条町━┳━━┳━━北条市　━┓
　　　　　　　　　　　　　　　　　　　　　　┃う　┃え　　　　　　┃
　　　　　　　　　　　難波村━━━━━━━━┫　　┃　　　　　　　┃
　　　　　　　　　　　正岡村　━━━━━━━┛　　┃　　　　　　　┃
　　　　　　　　　　　浅海村━━━━━━┳━━━━┫　　　　　　　┃
小川　　━━━┓　　　　　　　　　　　　い　　　　┃　　　　　　　┃
磯河内　━━━┫　　　　　　　　　　　　　　　　　┃　　　　　　　┃
鴨之池　━━━┫　　　　　　　　　　　　　　　　　┃　　　　　　　┃
和田　　━━━┫　　　　　　　　　　　　　　　　　┃　　　　　　　┃
河原　　━━━┫　　　　　　　　　　　　　　　　　┃　　　　　　　┃
安岡　　━━━┫　　　　　　　　　　　　　　　　　┃　　　　　　　┃
本谷　　━━━╋━━━粟井村━━━━━━━━━━━┫　　　　　　　┃
西谷　　━━━┫　　　　　　　　　　　　　　　　　┃　　　　　　　┃
大西谷　━━━┫　　　　　　　　　　　　　　　　　┃　　　　　　　┃
客　　　━━━┫　　　　　　　　　　　　　　　　　┃　　　　　　　┃
麓　　　━━━┫　　　　　　　　　　　　　　　　　┃　　　　　　　┃
平林　　━━━┫　　　　　　　　　　　　　　　　　┃　　　　　　　┃
小川谷　━━━┫　　　　　　　　　　　　　　　　　┃　　　　　　　┃
久保　　━━━┫　　　　　　　　　　　　　　　　　┃　　　　　　　┃
鹿峯　　━━━┫　　　　　　　　　　　　　　　　　┃　　　　　　　┃
苞木　　━━━┛　　　　　　　　　　　　　　　　　┃　　　　　　　┃
　　　　　　　　　　　　　　　　　　　　い　　　　┃　　　　　　　┃
　　　　　　　　　　　立岩村━━━━━━┻━━━━┫　　　　　　　┃
　　　　　　　　　　　河野村━━━━━━━━━━━┛　　　　　　　┃
　　　　　　　　　　　　　　　　　　　　　　　　　　　　中島町━━┫
　　　　　　　　　　　　　　　　　　　　　　　　　　　　松山市━━┻━━松山市
　　　　　　　　　　　　　　　　　　　　　　　　　　　　　　　　　　か
あ – 明治31年11月28日町制施行
い - 大正3年　立岩村萩原を浅海村に編入
う – 昭和26年4月1日合体
え – 昭和30年3月31日合体
お – 昭和33年11月1日市制施行
か – 平成17年1月1日温泉郡中島町とともに松山市に編入合併

（注記）粟井村以外の旧村、中島町・松山市の合併以前の系譜はそれぞれの市・町の記事を参照のこと。

```

## 産業
木綿のほか、瓦などを産した。海に面しているが元来漁業は盛んではなく、明治の末頃に漁業協同組合が発足した。

## 交通
- 鉄道　粟井駅　1927年（昭和2年）開業、光洋台駅は閉村後の1986年（昭和61年）開業

## ゆかりのある人物
- 松田喜三郎 - 実業家、粟井村長